# Affare Hilsner
L'Affare Hilsner (noto anche come Processo Hilsner, Caso Hilsner o Affare Polná) riguarda una serie di processi di stampo antisemita tenutisi tra il 1899 e il 1900 a seguito di un'accusa di omicidio rituale contro Leopold Hilsner, un ebreo boemo della cittadina di Polná nell'Impero austro-ungarico.  Il processo a Hilsner fu anche il primo caso giuridico nella società ceca a ottenere un'ampia visibilità mediatica sui tabloid e sui giornali antisemiti dell'epoca, così come nella pubblicistica di pamphlet, vignette, cartoline illustrate, volantini anonimi, lettere e canzoni popolari. Il più celebre difensore di Hilsner fu Tomáš Masaryk, il futuro presidente della Prima Repubblica Cecoslovacca e allora professore di sociologia presso l'Università di Praga.  Hilsner trascorse 19 anni in prigione prima di ottenere la grazia dall'imperatore Carlo I d'Austria poco prima della fine della prima guerra mondiale e morì nel 1928 all'età di 52 anni.

## Storia
La sera del 29 marzo 1899, una ragazza diciannovenne ceca di religione cattolica, Anežka Hrůzová, proveniente dal villaggio di Věžnička che aveva recentemente iniziato a lavorare come assistente sarta in una casa vicina al quartiere ebraico di Polná non fece ritorno a casa. Tre giorni dopo la sua scomparsa, il 1º aprile 1899, vigilia di Pasqua nei paesi cattolici, il corpo della ragazza fu scoperto a faccia in giù, parzialmente vestito, la testa insanguinata avvolta in parte della sua camicetta strappata.
Dopo il ritrovamento del corpo di Anežka vennero avanzate ipotesi di omicidio rituale con accuse di carattere antisemita. Leopold Hilsner (1876-1928), un calzolaio disoccupato dalla reputazione poco raccomandabile, che viveva con sua madre nel seminterrato della scuola ebraica tedesca grazie alla carità della comunità ebraica di Polná, fu accusato e arrestato per l'omicidio. Il processo si svolse a Kutná Hora e durò cinque giorni (12-16 settembre 1899), al termine dei quali Hilsner fu ritenuto colpevole di omicidio aggravato insieme a due complici sconosciuti e senza nome e condannato a morte. 
Come durante l'Affare Tiszaeszlár (1882-1883), anche in questo caso sia durante le indagini, che a conclusione del processo, diverse rivolte contro gli ebrei scoppiarono in numerosi villaggi della Boemia e della Moravia, tra cui Polná, Jihlava, Náchod, Havlíčkův Brod, Holešov e Praga.
L'avvocato difensore di Hilsner, Zdenko Auředníček, fece appello alla Corte Suprema di Vienna per far annullare il verdetto di Kutná Hora. Vi fu una nuova inchiesta e una commissione medica riesaminò il caso e le prove. Si giunse così all'annullamento del primo verdetto e a un nuovo processo, svoltosi presso il tribunale regionale di Písek per 17 giorni e conclusosi il 14 novembre 1900 che ritenne nuovamente Hilsner colpevole e condannandolo a morte, ma l'anno successivo la sentenza fu commutata in ergastolo. Poco prima della fine della prima guerra mondiale, il 24 marzo 1918, l'imperatore Carlo I d'Austria concesse la grazia a Hilsner, il quale morì una decina di anni dopo all'età di 52 anni. L'assassino di Anežka Hrůzová non fu mai trovato, anche se diverse ipotesi vennero avanzate circa la colpevolezza di altri individui.